# Juan Manuel Cerúndolo
Juah Manuel Cerúndolo (født 15. november 2001 i Buenos Aires, Argentina) er en professionel tennisspiller fra Argentina.